# John Lockhart-Ross
Pour les articles homonymes, voir Lockhart.
John Lockhart-Ross, 6e baronnet, appelé John Lockhart jusqu'en 1760, né le 11 novembre 1721 et mort le 9 juin 1790, est un officier de la Royal Navy qui a servi durant la guerre de Succession d'Autriche, la guerre de Sept Ans et la guerre d'indépendance des États-Unis. Il a également été Member of Parliament.

## Biographie

### Les jeunes années
John Lockhart naît le 11 novembre 1721 à Lockhart Hall, dans le Lanarkshire, un comté d’Écosse. Il est le fils de Sir James Lockhart, 2e baronnet, et de Grizel, troisième fille de William Ross (en), 12e lord du nom.
Lockhart s’engage dans la Royal Navy en septembre 1735, servant tout d’abord sur le Portland (en), un navire de ligne portant 50 canons, sous les ordres du captain Henry Osborn. Entre 1737 et 1738, il est transféré sur le Diamond, de 50 canons également, commandé par Charles Knowles, voguant vers l’Amérique. Il est affecté, en 1739, à bord du Romney (en), sous les ordres d’Henry Medley (en) ; l’année suivante, il rejoint le sloop Tryall commandé par le captain Frogmere.
Il passe son examen de lieutenant le 28 septembre 1743 et est nommé sur le 44 canons Dover le 21 octobre de la même année en mer du Nord, puis sur les côtes d’Amérique du Nord. Il est nommé à bord du Chester (en), de 50 canons avec lequel il retourne en Angleterre à la fin de 1746.

### La guerre de Succession d‘Autriche (1740 - 1748)
L'affectation suivante de Lockhart est le Devonshire, en avril 1747. Ce navire de ligne de troisième rang portant 66 canons est le navire amiral de Peter Warren, sous les ordres duquel Lockhart participe à la bataille du cap Finisterre le 3 mai 1747.
Il prend ensuite le commandement du brûlot Vulcan, avec lequel, dans la flotte d’Edward Hawke, il prend part à la seconde bataille du cap Finisterre, le 16 octobre 1747.
Après cette bataille, Thomas Fox, capitaine du Kent (en), est relevé de ses fonctions en raison de son comportement sous le feu ; Lockhart est momentanément affecté au commandement de ce navire.
En 1748, Lockhart est premier lieutenant sur le navire de garde Invincible à Portsmouth, puis, pendant les années suivantes, il est demi-solde en Écosse.

### La guerre de Sept Ans (1756 - 1763)
En janvier 1755, Lockhart est nommé premier lieutenant du Prince — navire de ligne de deuxième rang, portant 90 canons — avec le capitaine Charles Saunders. Le 22 avril 1755, il reçoit le commandement du sloop Savage, rattaché à l’escadre dirigée par Edward Hawke ou à celle de John Byng.
Le 23 mars 1756, Lockhart reçoit le commandement du Tartar (en), à bord duquel il dirige plusieurs autres navires dans la Manche, capturant plusieurs corsaires de taille égale ou supérieure à celle de son propre vaisseau ; il s’empare en particulier du Cerf, portant 22 canons et 211 hommes, du Grand Gidéon — un navire de 26 canons et de 190 hommes — et du Mont-Ozier, un navire de La Rochelle portant 20 canons et 170 hommes. Durant ce dernier combat, le 17 février 1757, Lockhart est grièvement blessé et doit rester à terre durant les deux mois suivants. Il rejoint ensuite le Tartar et le 15 avril, il s’empare, au large du cap Dunnose (en) de l’île de Wight, du 26 canons Duc d’Aiguillon de Saint-Malo qui porte 254 hommes. Le 2 novembre 1757, il capture le Melampe — portant 36 canons et 320 hommes ; ce dernier est ensuite affecté à la Royal Navy sous le nom de HMS Melampus.
En récompense de ses états de service, l’Amirauté lui offre le commandement du Chatham, un vaisseau de 50 canons en cours de finition, et fait plusieurs autres promotions parmi l'équipage du Tartar. Lockhart reçoit également des marchands de Londres et de Bristol des marques de reconnaissance « pour son soutien remarquable au commerce » ; la corporation de Plymouth lui remet par ailleurs les clés de la ville dans un coffret en or.
Lockhart demeure à Bath dans l'attente du Chatham. Lorsque celui est officiellement lancé, le 25 avril 1758, Lockhart en prend possession, emmenant avec lui une bonne partie de l'équipage du Tartar, officiers et marins, avec la permission de l'Amirauté. Il passe les mois de juin à septembre à chasser les bateaux corsaires dans la mer du Nord.
Le Chatham rejoint ensuite la flotte d'Edward Hawke, qui croise dans la Manche. En juillet 1759, dans l'escadre de George Brydges Rodney, il prend part au raid sur Le Havre avant de rejoindre Hawke en octobre et d'être assigné à l'escadre de Robert Duff qui surveille la baie de Quiberon.
L'escadre est prise en chasse par la flotte française, à l'aube de la bataille des Cardinaux, le 20 novembre 1759. Quatre jours plus tard, Hawke nomme Lockhart aux commandes du Royal George, en remplacement de John Campbell qui doit rentrer en Angleterre. Vers la fin de janvier 1760, le Royal George rejoint Spithead et un mois plus tard, Lockhart est nommé commandant du Bedford (en), un vaisseau de ligne de troisième rang portant 64 canons, sous les ordres de Hawke ou dans la flotte d'Edward Boscawen.

### Carrière parlementaire (1761 - 1774)
À la mort de son frère James en septembre 1760, Lockhart reprend le titre des Ross de Balnagowan, ce qui l'oblige à modifier son nom, ce qu'il fait au printemps 1761, l'officialisant auprès de l'Amirauté le 31 mars 1761.
Il demeure dans la demeure familiale durant l'hiver 1761 et rejoint le Bedford l'été suivant. En septembre, il demande à être relevé de ses fonctions et, le 27 de ce mois, il est placé en demi-solde, alors qu'au mois de juin précédent, il a été élu Member of Parliament (MP), représentant Lanark Burghs (en) ; il ne semble pas qu'il ait porté une grande énergie à sa charge parlementaire.
Il se consacre à l'amélioration de son patrimoine foncier et à la condition des paysans ; il est d'ailleurs connu pour être le « meilleur fermier et le plus grand planteur du pays : son blé et ses navets prouvent sa première qualité, sa plantation d'un million de pins la seconde ».
Il demeure MP pour Lanark Burghs de 1761 à 1768. En 1762, il engage une réforme de la propriété foncière qui va aboutir plus tard aux Highland Clearances.
Il est MP pour la circonscription de Lanarkshire (en) de 1768 à 1774.

### La guerre d'indépendance des États-Unis (1775 - 1783)
En 1777, Lockhart-Ross reprend le service actif sur le Shrewsbury (en), un navire de ligne de troisième rang portant 74 canons, et se joint à la flotte de l’amiral Augustus Keppel à la bataille d’Ouessant, le 27 juillet 1778.
Le 13 août de la même année, en conséquence du décès de ses frères plus âgés, il devient baronnet (en). Le 19 mars 1779, il est promu au rang de rear admiral ; durant l’été suivant, son pavillon étant sur le Royal George, il est le quatrième plus haut gradé en poste sur la Manche.
En septembre, à la tête d’une petite escadre, il est envoyé en mer du Nord à la recherche de John Paul Jones ; celui-ci, après la bataille de Flamborough Head et la capture du Serapis en 1779, parvient à s’échapper seul.
De nouveau dans les rangs de la Channel Fleet, Lockhart-Ross participe avec Rodney à la bataille du 8 janvier 1780 (en), à celle du cap Saint-Vincent et au siège de Gibraltar. Il est encore présent à Gibraltar en avril 1781 avec George Darby et avec Richard Howe durant l’été 1782.

### La fin de carrière
À son retour à Spithead, au mois d’août suivant, il démissionne et n’a plus de commandement sur un navire par la suite. Il devient vice admiral le 24 septembre 1787.
De son mariage en 1762 avec Elizabeth, fille de Robert Dundas d'Arniston, sont nés plusieurs enfants, dont l'aîné Charles Lockhart-Ross (7e baronnet) devient le 7e baronnet à la mort de son père, le 9 juin 1790 au château de Balnagown (en), dans les Highlands.